# Erica orculiflora
Erica orculiflora là một loài thực vật có hoa trong họ Thạch nam. Loài này được Dulfier mô tả khoa học đầu tiên năm 1963.